# Конструктивізм в Україні

## Історія становлення конструктивізму у світовому культурному просторі
Конструктивізм зародився наприкінці ХІХ сторіччя, коли прихильники популярного на той час напрямку арт-нуво обрали за основу базової форми хвилясту лінію, а представники модерну з Англії та Австрії — квадрат і прямокутник. Саме в той момент виникла поліпшена виробнича технологія, а бетон, залізо та скло набирали популярність — усе це тільки посилило позиції конструктивістів в архітектурі. У цей час сформувався функціональний метод проектування, в основі якого лежав ретельний аналіз функціонування житлових промислових будівель, а під кожну функцію добиралося найбільш раціональне об'ємнопланувальне рішення.

### Основні особливості стилю конструктивізм
Конструктивізм помітно відрізняється від попередніх стилів повною зневагою до художньої виразності. У спробі затвердити перевагу функціональності над декором будівля складалася з функціональних елементів, через що в пресі 1930-х рр. стиль отримав назву «архітектура коробок».
В основі функціонального методу проєктування був ретельний аналіз функціонування житлових і промислових будівель, а під кожну функцію добиралася найраціональніша форма (об'ємно-планувальне рішення). У цій концепції будували робочі клуби, автобусні парки, універмаги, будинки-комуни, контори, санаторії, друкарні, дослідницькі центри, заводи, фабрики й гідроелектростанції.
Однією з основних особливостей стилю є сегментування будівель. Незважаючи на те що ця особливість властива практично всім мінімалістичним стилям, однак, якщо функціоналізм дозволяє екстер'єру «обсипатися» на фрагменти, то в рамках конструктивізму чіткий розподіл на окремі фігури й сегменти не означає візуальний розпад.
Архітектори-конструктивісти завжди прагнули до створення злитого образу будівлі. Будинки в конструктивному стилі сприймаються єдиним монолітним цілим. Крім того, розвиваючись в умовах, коли підкреслена рукотворність була популярним художнім рішенням, для конструктивізму були характерними великі розміри будівель.
Напрямок конструктивізму в архітектурі не передбачає ні об'ємне, ні кольорове оздоблення. Практично всі будівлі в цьому стилі мають сірий, бежевий або білий колір, а різноманітність набувається завдяки використанню таких матеріалів, як бетон, метал і скло. Саме в конструктивізмі прийнято не просто нагромаджувати різноманітні секції під час спорудження будинків, але й демонструвати плавний перехід з однієї форми в іншу.
Конструктивістська архітектура прагне бути гуманною. Щоб дотримувалися норми освітленості (інсоляції), вікна житлових будинків у жодному разі не повинні виходити на північ. Конструктивізм пропонує розміщувати будівлі під кутом до меридіану, оптимальним не тільки для інсоляції, а й вентиляції — цей параметр залежить від місцевої рози вітрів і градусів широти. Наприклад, для району Харківського тракторного заводу, за розрахунками, оптимальним був кут у 26 градусів до меридіану — він і ліг в основу орієнтації сітки вулиць селища.
Конструктивізм зазвичай не прагне до прийнятої в класиці симетрії. У Києві асиметричні рішення фасаду можна побачити в основному в громадських будівлях: кінотеатр «Жовтень», ДК «Більшовик», ДК «Харчовик».
Конструктивізм заперечує сприйняття будинку як застиглої маси, де верхні частини легші за нижні. Позбавлені цоколя конструктивістські будівлі виростають прямо із землі. Верхня межа також не визначена — карнизи відсутні. У більшості будинків немає підкресленого початку або кінця.
Нові ідеї, які розроблялися радянськими конструктивістами, були спрямовані на вирішення нових соціальних завдань з використанням досягнень будівельної техніки в простих формах, мали вплив як на ідеї представників радянської культури, так і на архітектуру інших країн.
Підтвердженням тому, що конструктивізм є первістком новітнього стилю в соціалістичній архітектурі, є і той факт, що Вища школа будівельного і художнього конструювання (Баухауз) в 1933 році була закрита фашистами як центр «більшовицької культури», а її викладачі емігрували за кордон.

### Історичні причини появи конструктивізму Україні
Перша світова війна, потім революція 1917 року й Громадянська війна призвели до економічного занепаду країни. Значна частина житлового фонду, промпідприємств, транспортних споруд була зруйнована. Їх почали поступово відновлювати та ремонтувати в 1921—1922 рр.  Лише 1925-26 рр. можна вважати періодом нового капітального будівництва, обсяг якого в Україні планувався на суму понад 200 млн руб. Але будівельні організації, які не мали міцної виробничої бази й технічних можливостей, могли виконати роботи не більше, ніж на суму 50-55 млн руб. Ці цифри свідчать про обмежені можливості зодчих у реалізації їхніх модерністських ідей. Вони часто були змушені використовувати традиційні будівельні матеріали: цеглу, місцевий природний камінь, дерево у своїх авангардних, розрахованих на сучасні конструкції проєктах, але передові ідеї та сміливі рішення навіть у ті важкі роки знаходили своє втілення.
У 20-ті роки в Україні питанню художнього конструювання меблів, предметів побуту, одягу приділялася особлива увага. Київський художній інститут був перебудований для підготовки кадрів промислових художників. В. Єрмілов став одним із перших художників-конструкторів в Україні, він створював багато  нових зразків збірних кіосків, фургонів, рекламних щитів, розробляв нові типи шрифтів та заводських марок, оформлював клуби для робітників, графіки тощо. Уся його творчість стилістично наближена до архітектури конструктивізму.

## Поява та особливості конструктивізму в архітектурі Києва
Перша будівля в стилі «конструктивізм» була споруджена в Києві. У лютому 1927 р. у пресі було опубліковано повідомлення про те, що на Раковці (у той час так називали район Шулявки), на вулиці Лагерній (сучасна назва — вулиця Маршала Рибалко) починає будуватися відділ Окркомгоспу за проєктом архітектора Михайла Анічкіна, яке становить споруду пожежного депо. На будівництво було виділено 100 тис. руб. У місцевому журналі «Глобус» ця подія була представлена так: «Це буде перша в Києві будівля в так званих нових формах».
Конструктивізм почав набирати обертів у Києві. На десятках будівельних майданчиків почала кипіти робота. Будівлі, виконані з бетону і скла, з'являлися одна за одною на старовинних вулицях Подолу й Печерська, знайшлося їм місце й на Хрещатику.
Конструктивістські будівлі ніколи не спрямовані вгору — вони витягнуті горизонтально. Ідеальний випадок передбачає стрічкові вікна на всю ширину будівлі для максимальної інсоляції. У Києві стрічкових вікон немає, але горизонтальність підкреслюється кольоровими смугами, для створення яких використовували цеглу різних відтінків або фарбу. У деяких будинках це колірне рішення збереглося: Будинок Наркомюста, Будинок лікаря, постконструктивістський Будинок фахівців на Шулявці (проспект Берестейський, 30). Конструктивістські будівлі зазвичай не вищі ніж три — п'ять поверхів. Ліфти в них спочатку не були передбачені, але в деяких будинках, до яких пізніше добудовували верхні поверхи, були встановлені ліфти (наприклад, у будинку на Лютеранській, 26). Наявність веж могло бути виправдане тільки функціональною потребою: це каланчі пожежних частин та вежі з годинником. Наприклад, у Києві збереглася пожежна частина заводу «Більшовик» на проспекті Перемоги — така ж, як і демонтована в 1980-х вежа на вулиці Рибальській. Вежу з годинником можна побачити в проєкті київського вокзалу архітектора О. В. Щусєва.
У конструктивізмі сходи позначені в зовнішній архітектурі будівлі. Часто їх видно зовні через суцільне вертикальне скло. І навпаки — сходи можуть бути підкреслені безліччю вузьких горизонтальних вікон, які стрічкою йдуть уздовж будівлі. Суцільне скління прольотів пережило конструктивізм, використовувалося в постконструктивізмі й у сталінському класицизмі. У Києві воно трапляється в більшості конструктивістських будинків: будинку кооперативу «Арсеналець» (Грушевського, 28/2), в постконструктивістській будівлі кооперативу «Ленінка» (Інститутська, 22/7), кінотеатрі «Жовтень» на Костянтинівській, Будинку юристів і багатьох інших.
В архітектурі конструктивізму відсутні складні криволінійні форми. Є тільки дві лінії: пряма й окружність. Торці будівель можуть бути округлими. Вікна можуть бути круглими або прямокутними, але не арковими, бо саме такі розглядаються конструктивістами як елемент церковної архітектури, архаїчної й неприпустимої. Будинки рідко становлять строгий паралелепіпед: найчастіше можна бачити гру формами, коли будівля нагадує кілька коробок, приставлених одна до одної. Наприклад, конструктивістська геометрія виявляється в архітектурі ТЮГу на Липській, ДК «Харчовик» на Контрактовій площі (зараз — музичний театр) і ДК «Металіст» на проспекті Перемоги (зараз — ДК заводу «Більшовик»).

## Представники архітектури конструктивізму в Харкові
З розвитком установ і фабрик був необхідний розвиток соціальної та культурної інфраструктури, що призвело до появи такого явища, як масове будівництво. Сотні тисяч квадратних метрів житлової площі було створено для державних службовців, професорів університетів, фахівців у галузі науки і техніки. Із середини 1920-х до першої половини 1930-х років у житловому будівництві пройшли чотири послідовні етапи. Будівництво в Харкові почалося як реалізація концепції «міста-саду», яка незабаром була витіснена концепцією «будинку-комуни» та розглядалася як найважливіший інструмент для побудови комуністичного життя й формування «нової людини».
Харків сприймає реалізацію концепції «будинок-комуна» як окремий епізод. Значну частину будівництва житлового комплексу було здійснено в рамках концепції «житлового комбінату», яка була більш реалістичною, ніж концепція «будинку-комуни», але зі збереженням соціальних і технічних принципів останнього. Житлову інфраструктуру нових промислових гігантів було створено в Харкові в рамках ідеології «соціалістичного міста».
У стилі конструктивізму в кінці 1920-х — початку 1930-х рр. у Харкові були зведені цілі житлові комплекси в центральній частині міста: «Червоний промисловець», «Будинок фахівців», «Табачник», «Новий побут». Значна частина території за Держпромом забудована житловими будинками, спроектованими в цьому стилі. Для нових заводів будувалися квартали житлових будинків, робочі клуби, лікарні, школи та дитсадки. Ці споруди становлять харківський конструктивізм.  У першій столиці УРСР на фоні губернського класицизму, купецької еклектики та передвоєнного модерну швидко споруджувалися будинки нової влади. У конкурсах на проект Поштамту, на забудову Круглої площі для Театру масового музичного дійства, у проєктуванні сотень новобудов Харкова брали участь московські конструктивісти Пантелеймон Голосов і брати Весніни, засновник німецького Баухаусу Вальтер Гроппіус, автор Держпрому ленінградець Сергій Серафімов, головний інженер цієї будівлі Павло Ротерт, майбутній президент союзної Академії Аркадій Мордвинов i ціла плеяда майстрів харківської школи на чолі з академіком Олексієм Бекетовим: професор Олександр Молокін, вожді Українського об'єднання сучасних архітекторів Григорій Яновицький і Яків Штейнберг, Віктор Естрович, Антоній Носалевич і Ной Підгорний та ін.
Варто також відзначити, що частина будівель, що створювалися як конструктивістські, у результаті післявоєнної реконструкції втратили свій первісний вигляд. Комплекс будівель навколо площі Дзержинського (зараз — площа Свободи) створювали своєрідний конструктивістський ансамбль. Сьогодні два корпуси університету імені Каразіна і готель «Харків» навряд чи можна віднести до конструктивізму в повній мірі. А на місці конструктивістської будівлі Компартії України після війни було споруджено будинок у стилі сталінського ампіру (зараз тут розташовується обласна рада й обласна державна адміністрація).
Столичний Харків залишався величезною лабораторією нової архітектури аж до 1934 року, коли «уересерівський» уряд перевезли до Києва.

### Історія створення та особливості Держпрому
У 1925 р. був оголошений конкурс на створення в столиці України багатофункціонального комплексу — Будинку Державної промисловості (Держпрому) — прообразу сучасних ділових центрів. Проєкт архітекторів С. Серафимова, С. Кравця і М. Фельгера був визнаний кращим. Він став «першим в УРСР і одним з перших в Союзі зразком нової, сучасної архітектури, яка різко порвала зі старими формами, які відійшли в історію стилів». Держпром повинен був уособлювати «міць індустріального будівництва країни».
Начальником будівництва Держпрому був призначений інженер Павло Павлович Роттерт (1880—1957). Роттерт в основному запрошував молодь на ключові посади. Так провідними фахівцями, що працювали над створенням Держпрому, були хлопці та дівчата до 30 років.
Підготовчі роботи почалися в 1925 році паралельно з проведенням конкурсу. Уздовж Клочківського узвозу відгородили ділянку, на якій з'явилося містечко будівельників. Біля початку узвозу розташувався штаб будівництва: контора начальника, бухгалтерія, проектно-конструкторське бюро, механічні та деревообробні майстерні, склади лісу, металу, каменю, піску та інших будівельних матеріалів тощо.
Кількість робітників у період будівництва доходила до 5 тис. осіб, роботи велися в три зміни. Закладення центрального корпусу Держпрому відбулося 21 листопада 1926 року, одночасно із цим на півдні від нього вже піднімалися конструкції перших поверхів лівого крила. Важливу роль у технічному оснащенні будівництва відіграла діяльність Центральних майстерень. Після звернення харківські заводи і фабрики передали на будівництво стару техніку, яка в руках майстрів набувала нового життя. Інженери та робітники власноруч створювали нові та вдосконалювали наявні на будівництві машини й пристосування. Співпрацюючи з фахівцями Інституту прикладної хімії, вдалося виготовити довговічні деталі. На майданчику з'являлися каменедробарки, гравіємийки, бетономішалки, лебідки та шахтні підіймачі. Для транспорту в межах будівництва використовували вузькоколійки та трактори. До моменту завершення будівництва парк механізмів налічував 1000 одиниць обладнання, півсотні з них були оснащені електроприводом.
Будівництво Держпрому вдалося завершити без допомоги іноземних фахівців і в короткий термін — за 2,5 сезони. Цей трудовий подвиг став важливою сходинкою в справі розвитку вітчизняної будівельної техніки. Ha зведення Держпрому об'ємом 347 тис. кубічних метрів, корисною площею 67 тис. квадратних метрів, пішло 115 вагонів цементу, 3700 вагонів граніту, 9 тис. тонн металу, 40 тис. квадратних метрів скла. З майданчика вивезли 20 тис. кубічних метрів землі. Трудові витрати склали 1 млн. 560 тис. людино-днів.
Держпром оточують з усіх боків озеленені курдонери. На окремих ділянках кількість поверхів різна, що надає кожному корпусу складний східчастий силует. Так центральні частині крайніх корпусів (2-і 3-й під'їзди) збудували п'ятиповерховими, середній корпус (5-й під'їзд) має шість поверхів. Ділянки крайніх корпусів — біля 1-го і 9-го під'їздів, звернених до узвозу Пасіонарії (нині вулиці Клочківської) і до проспекту Леніна (нині — Науки), шестиповерхові на флангах і семиповерхові в центрі. Ділянки цих же корпусів біля 3-го і 7-го під'їздів семи- і восьмиповерхові на флангах і дев'ятиповерхові в центрі, ділянки 4-го і 6-го під'їздів центрального корпусу мають від 11 до 13 поверхів.  Центральний 5-й під'їзд має широкі зовнішні сходи. Держпром прикрашається нечисленними, лаконічними деталями: дашками над входами, стрічками вікон сходових кліток. У кожному корпусі розташовується по три входи з окремими вестибюлями. Один із них — центральний — звернений до площі Свободи (під'їзди 2-й, 5-й і 8-й), два інші виходять на радіальні вулиці. Подвійні тамбури та турнікети захищають вестибюлі від негоди. Планування коридорів і приміщень на поверхах Держпрому забезпечує можливість організації незалежного входу в кожне з них або створення анфілади приміщень. У Держпромі є кілька зал для проведення нарад. На другому поверсі 2-го під'їзду розташована зала на 300 місць з невеликою естрадою і кімнатою для роботи президії. На четвертому поверсі того ж під'їзду розміщена простора двосвітлова зала типу холу.  У 5-му під'їзді була велика конференц-зала і читальна зала бібліотеки.
Імена будівельників, які найбільше відзначилися під час будівництва, записані на мармуровій дошці, яку розмістили в центральному вестибюлі: «Члени правління ДГП Маслов А. М., Поляков В. В., Колмансон А., автори проекту: професор архітектури Серафімов С. С., головний архітектор будівництва Кравець С.М., архітектор Фельгер М. Д.; технічні керівники: начальник і головний інженер будівництва Роттерт П. П., заступники: головного інженера Ройтенберг Л. Є. i Водоп'янов А. В., завідувач комерційного управління Вонський В. О., старший інженер Дроздов Д. Г., завідувач механізації робіт Шемет П. А., бетонник Юхта I.А.; B робітники-ентузіасти: арматурники Єндовицький В.I., Пчьолкін Д. І., Збищов I.Л., теслярі-опалубщики Серков П., Меньшов М. Г., штукатур-теразитник Гуків І. Я., майстер-столяр Перевозников І. П., слюсар-механік Бабенко В. Е., майстер з опалення Калашников І.I., майстер-електрик Беліков Д.I.».

## Занепад стилю в СРСР
Зі зміною суспільного клімату  змінювалася й ідеологія. Авангардні течії, які несли собою дух революційності, змінилися помпезним сталінським режимом. Архітектори конструктивізму  перетворилися з фаворитів радянського режиму в його ворогів. У 1933 р. в українській пресі почали з'являтися заклики «проти спрощеного схематизму, за радісну архітектуру споруджуваного соціалізму», і далі вони почали переростати в обвинувачення прихильників агентами «буржуазного формалізму», які приховують від робочих естетику архітектури. У виданні сумної пам'яті 1937 р. пролунало таке гасло: «Стала зрозумілою справжня суть різного роду конструктивістів, які під прапором пролетарського стилю протягували свої нежиттєві, сухі схеми, які не мають нічого спільного з життєрадісним світовідчуттям робітничого класу». Так «революційний стиль» фактично був репресований.
Тим часом траплялося, що конструктивістські будівлі піддавалися свідомому «перевдяганню». Так зробили, наприклад, із кінотеатром «Жовтень» на Подолі — кілька десятиліть він простояв в «облагородженому» новим декором вигляді, поки вже нинішні реставратори не повернули його до первинних форм.
Заслуга конструктивізму — це глибоке усвідомлення й розробка соціальних завдань архітектури, нових поселень, будинків, мета створення нових квартир, шкіл, дитячих садків, клубів, меблів, предметів побуту, розробити організацію життя робітників, яка б засновувалася на наукових дослідженнях та регламентованих нормах.
Не треба також забувати й про інші боки конструктивізму. А саме: нехтування естетичністю, надмірний аскетизм, сухість форм, гігантоманія, сірість, які негативно впливали на настрій робочого класу.

## Вплив конструктивізму на сучасний архітектурний дизайн
Відсутність декору дозволяє відрізнити конструктивізм від постконструктивізму, який поєднує конструктивістські форми з класичними декоративними елементами (скульптурами, колонами, карнизами, фризами) і може використовувати симетрію. Щоб не сплутати конструктивізм із постконструктивізмом, потрібно пам'ятати про головний принцип конструктивізму — нічого зайвого.
У наші дні конструктивізм зазнав деяких змін, вимушений підлаштовуватися під сучасні реалії. Головною проблемою архітекторів є гармонійне вписування об'єкту в уже сформований образ вулиці та мікрорайону зі збереженням цілісного сприйняття архітектурного й об'ємно-планувального задуму. Сучасні майстри поєднують авангардистські ідеї зі свіжим сучасним виразом їх нового втілення.
Інженери й архітектори пропонують оригінальні планувальні знахідки й новаторські рішення з оздоблення фасадів, використовуючи розширені можливості сучасних світлопрозорих і головних конструкцій, тим самим вносячи різноманітність у вирішення внутрішнього простору, домагаючись виразності фасадів використанням сучасних вертикальних транспортних комунікацій у вигляді оглядових скляних ліфтів і ескалаторів.